# الديالكتيك السلبي
الجدل السلبي أو الديالكتيك السلبي (الإنجليزية: Negative Dialectics، الألمانية: Negative Dialektik)، هو كتاب صدر عام 1966 للكاتب والفيلسوف وعالم الاجتماع والنفس تيودور أدورنو.

## الملخص
سعى أدورنو لتحديث العملية الفلسفية المعروفة باسم الجدلية (أو الديالكتيك)، وتحريرها من الصفات المنسوبة إليها سابقًا، والتي يعتقد بأنها وهمية، فبالنسبة للفيلسوف جورج فيلهلم فريدريش هيغل، كانت الجدلية عبارة عن عملية إدراك لفكرة أن الأشياء تتضمن نقيضها، ومن خلال هذا الإدراك، يحدث استيعاب للأجزاء في شيء أعظم، ولكن جدلية أدورنو رفضت هذا العنصر الإيجابي، حيث كانت النتيجة أعظم من الأجزاء التي سبقتها، ودعا إلى جدلية تنتج شيئًا سلبيًا في الأساس، كتب أدورنو: «الجدل السلبي هو عبارة تستهزأ بالتقاليد، فمنذ زمن أفلاطون، أرادت الجدلية تحقيق شيء إيجابي عن طريق النفي، وفكرة «نفي النفي» أصبحت فيما بعد مصطلحًا موجزًا، يسعى هذا الكتاب إلى تحرير الجدلية من هذه الصفات الإيجابية دون التقليل من حتميتها».
كان غرضه التغلب على الحدود المنطقية الرسمية للتعريف السابق للجدلية، من خلال تسليط الضوء على أن المعرفة الجديدة التي تنشأ من التوحيد الهيغلي للفئات المقابلة كما هو محدد باتباع المنطق الأرسطي تكون أقل من تلك التي تنشأ من إظهار حدود المعرفة.
```
بالتالي فهو يسلط الضوء على الطبيعة المعرفية الأساسية الممكنة للفلسفة وارتباطها الأساسي بالواقع، ويخطو تأثيره خطوةً أعلى من خلال تطبيق مفهوم الجدلية على الأغراض الخارجية للمعرفة وعلى عملية التفكير نفسها أيضًا.
```

للتلخيص، «... هذا الجدل السلبي الذي يتجنب جميع المواضيع الجمالية يمكن أن يُطلُق عليه«مضاد للنظام»، إنه يحاول عن طريق استخدام الاتساق المنطقي أن يحل محل مبدأ الوحدة، ومحل سيادة المفهوم العام، لفكرة ما سيكون خارج سيطرة هذه الوحدة، ولاستخدام قوة الموضوع لاختراق المغالطة الذاتية الأساسية- هذا ما شعر الكاتب أنه مهمته [...]. وبشكل صارم، تجاوز الفصل الرسمي للفلسفة الخالصة والمجال العلمي الثابت والرسمي كان أحد دوافعه المحددة. 

## التأثير
كان لعمل أدورنو تأثير كبير على النقد الثقافي، لا سيما من خلال تحليل أدورنو للثقافة الشعبية وصناعة الثقافة، وقد أثر كتاب أدورنو للجدلية على جويل كوفيل، عالم الاجتماع جون هولواي، وفيلسوف اللاسلطوية-البدائية جون زيرزان، وعالم الموسيقى النمساوي سيباستيان فيدلر.